# Lomariopsis warneckei
Lomariopsis warneckei är en ormbunkeart som först beskrevs av Georg Hans Emmo Wolfgang Hieronymus, och fick sitt nu gällande namn av Arthur Hugh Garfit Alston. Lomariopsis warneckei ingår i släktet Lomariopsis och familjen Lomariopsidaceae. Inga underarter finns listade.